# خالد الدوسري (رياضي)
خالد الدوسري (من مواليد 11 أغسطس 1972)، لاعب تايكوندو سعودي. 

## سيرته
شارك في فئة الرجال +80 كلغ في الألعاب الأولمبية الصيفية 2000 التي نُظّمت في سيدني بأستراليا، واحتلّ خلالها المركز الرابع في بعد أن منعته الإصابة من استكمال مباراته أمام الفرنسي باسكال جنتيل الذي حقق المركز الثالث والميداليات البرونزية.
وكان الدوسري قد شارك في أربع منافسات خسر الأولى أمام بطل العالم وبطل أولمبياد سيدني الكوري كيم بنتيجة 6/صفر، ثم قابل بعد ذلك اللاعب كارلوس دافيلا من نيكاراجوا واستطاع التغلب عليه بنتيجة 1/3، ثم قابل بعد ذلك الكولومبي ميلتون كاسترو وانتصر عليه بنتيجة 2/3 متأهلا للعب على الميدالية البرونزية أمام الفرنسي باسكال.
كان الدوسري أيضًا حامل العلم الوطني للمملكة العربية السعودية في حفل الافتتاح الأولمبي.

## الإنجازات
| السنة | البطولة                   | المرتبة | الوزن                 |
| ----- | ------------------------- | ------- | --------------------- |
| 2004  | بطولة آسيا للتايكوندو     | 3rd     | الوزن الثقيل (84 كلغ) |
| 2002  | بطولة آسيا للتايكوندو     | الثالث  | الوزن الثقيل (84 كلغ) |
| 2002  | دورة الألعاب الآسيوية     | الخامس  | الوزن الثقيل (84 كلغ) |
| 2000  | الألعاب الأولمبية الصيفية | الخامس  | الوزن الثقيل (80 كلغ) |
| 1998  | بطولة آسيا للتايكوندو     | الثاني  | الوزن الثقيل (83 كلغ) |
| 1997  | بطولة العالم للتايكوندو   | الثالث  | الوزن الثقيل (83 كلغ) |
| 1996  | بطولة آسيا للتايكوندو     | الثالث  | الوزن الثقيل (83 كلغ) |

## روابط خارجية
- خالد الدوسري (رياضي) على موقع TaekwondoData.com (الإنجليزية)
- خالد الدوسري (رياضي) على موقع أوليمبيديا (الإنجليزية)
- خالد الدوسري على موقع olympic.org (الإنجليزية)
- خالد الدوسري على موقع the-sports.org (الإنجليزية)
- خالد الدوسري على موقع peoplepill.com (الإنجليزية)